# CBARA1
CBARA1‏ (Mitochondrial calcium uptake 1) هوَ بروتين يُشَفر بواسطة جين CBARA1 في الإنسان.